# Ванеян, Степан Серёжьевич
Степа́н Серёжьевич Ванея́н (род. 24 октября 1964, Москва, СССР) — российский историк, искусствовед, протоиерей Русской православной церкви. Специалист по теории и методологии искусствознания, философии искусства, психологии искусства, христианскому искусству, религиозному искусству, теории архитектуры, педагог. Доктор искусствоведения, профессор. Член совета ВАК по теологии.
Родился в семье учёного-овощевода С. С. Ванеяна. Учился на историческом факультете МГУ (окончил в 1989 году).
В 2007 году защитил докторскую диссертацию на тему «Архитектура и иконография. Архитектурный символизм в зеркале классической методологии». С 2011 года — профессор кафедры всеобщей истории искусств исторического факультета МГУ. Ведущий научный сотрудник ГИИ. Кроме того, в 2004—2019 годах — профессор ПСТГУ.
В 1992 году рукоположен во диакона, в 1999 году возведён в сан священника, а в 2012 году — протоиерея.
Исследователь творчества Г. Зедльмайра (посвятил ему кандидатскую диссертацию и перевёл ряд работ) и Э. Гомбриха.
Автор восьми монографий, более ста шестидесяти научных статей, переводов с немецкого языка. Автор статей в Большой российской энциклопедии, Биографическом словаре русских писателей, Православной энциклопедии.

## Избранные труды
- Пустующий Трон. Критическое искусствознание Ханса Зедльмайра (2004)
- Архитектура и иконография. «Тело символа» в зеркале классической методологии (2010)
- Гомбрих, или Наука и иллюзия. Очерки текстуальной прагматики (2015)